# Тест Цуллігера
Тест Цуллігера (англ. Zulliger Test, Z-Test) розроблений Г. Цуллігером в 1942 році.
Методика призначалася для скринінгового обстеження солдатів швейцарської армії. Пізніше був створений варіант тесту для проведення індивідуального тестування.
Схвалений матеріал до тесту являє собою три слайда (при груповій діагностиці) або три таблиці (при індивідуальному тестуванні), можливе використання як слайдів, так і таблиць (при поєднанні індивідуального і групового підходів) з слабоструктурнимі симетричними зображеннями, подібними зі стимулами тесту Роршаха.
Випробуваному пропонується відповісти на питання про те, що зображено на малюнку (слайді). Результати дослідження по тесту Цуллігера інтерпретуються так само, як в тесті Роршаха. Загальноприйнята схема аналізу даних відсутня.
Незважаючи на простоту застосування, методика не отримала широкого розповсюдження. Останнім часом робляться спроби використання відомої схеми аналізу Дж. Екснера, застосовуваної при інтерпретації даних тесту Роршаха. Проводяться дослідження в галузі клінічної та вікової психології, міжкультурні дослідження, а також робота по валидизации і стандартизації методики.